# Mossóczy Mihály
Mossóczy Mihály (Gyöngyös, 1851. október 4. – Kassa, 1874. március 16.) főreáliskolai tanár.

## Életpályája
Mossóczy Mihály és Pampuk Jozéfa fia. Szülővárosában a ferenciek gimnáziumában tanult az ötödik osztályig, a VI-at Egerben mint egyházi papnövendék végezte és mint ilyen tett érettségi vizsgálatot 17 éves korában. 1869 októberében főpásztora meghagyásából hittudományi tanulmányokra Pestre ment a központi papnevelőintézetbe. Még ez év decemberében kilépett az intézetből, a tanári pályát választotta és az egyetem bölcseleti karára iratkozott be, ahol 400 forint állami ösztöndíjjal folytatta tanulmányait. A szorgalmas egyetemi polgárt a minisztérium a gyakorló-gimnázium történelem-földrajzi szakosztályának rendes tagjává, az 1872-1873. tanévre a pedagógiumhoz gyakorló tanárnak nevezte ki. Időközben a Magyar Nemzeti Múzeum rendezésénél négy évig foglalatoskodott. 1873. szeptember 22-én nyújtotta be folyamodványát a kassai főreáliskola igazgatóságához alkalmaztatás végett. Itt néhány hónapig működött mint tanár, majd a fekete himlő áldozatául esett. 
Költeményeket írt 1868-tól a Szabadegyházba, a Szabadsajtóba; a Gyöngyösbe, melynek társszerkesztője is volt, a Kecskemét-Vidéki Közlönybe és a Jászkunságba. Az Uj év napján c. költeményét életrajzírója közli a Gyöngyösi Ujságban (1897) mint mutatványt a sajtó alatt levő kötetből; ezen kötet megjelenése azonban Murajda F. Nándor halálával szintén elmaradt.

## Forrás
- Szinnyei József: Magyar írók élete és munkái IX. (Mircse–Oszvaldt). Budapest: Hornyánszky. 1903.